# Université de médecine et pharmacie de Craiova
L'université de médecine et pharmacie est une université publique de Craiova, Roumanie, fondée en 1970.